# Tuina (geslacht)
Tuina is een geslacht van vlinders van de familie spinneruilen (Erebidae), uit de onderfamilie Arctiinae.

## Soorten
- T. cingulata Walker, 1854
- T. maurella Draudt, 1919